# Akcja Hergel
Akcja Hergel – zamach przeprowadzony 3 grudnia 1943 roku przez Armię Krajową na Antona Hergla, komisarza drukarń w dystrykcie warszawskim .

## Historia
Hergel zajmował się kontrolą prywatnych oraz państwowych drukarni w Warszawie oraz całym dystrykcie warszawskim. Osobiście dokonywał kontroli oraz rewizji nękając małe zakłady drukarskie, w wyniku czego wiele z nich przeniosło się do ukrytych piwnic i działało w całkowitym ukryciu. Ze względu na gorliwość, jaką komisarz wykazywał w swojej pracy, wkrótce stał się zagrożeniem dla życia drukarzy publikujących podziemną prasę taką jak np. „Biuletyn Informacyjny“.
Pierwszy zamach na Hergla przeprowadzili sami drukarze, którzy likwidując drukarnię wynieśli kompromitujące materiały i odchodząc umieścili na drzwiach ciężki kamień. Hergel wchodząc do pomieszczenia spowodował jego upadek. Kamień upadł mu na stopę, w wyniku czego Hergel odniósł obrażenia i później kulał na jedną nogę. Mimo urazu nie zaprzestał swojej działalności.
Działalność komisarza stała się bardzo uciążliwa dla polskiego ruchu oporu i groziła dekonspiracją osób zaangażowanych w drukowanie oraz kolportaż podziemnej prasy. Hergel był volksdeutschem, który pracował przed wojną w polskim przemyśle poligraficznym, dzięki czemu znał ten sektor i przez to stanowił duże zagrożenie. Podziemie podjęło decyzję jego likwidacji.
Hergel stał się celem na liście akcji Główki. 3 grudnia 1943 roku trzeci pluton Agatu w liczbie ośmiu osób dokonał zamachu na Hergla zabijając go na miejscu wraz z towarzyszącymi mu Niemcami.